# Troglohyphantes inermis
Troglohyphantes inermis là một loài nhện trong họ Linyphiidae.
Loài này thuộc chi Troglohyphantes. Troglohyphantes inermis được Christa L. Deeleman-Reinhold miêu tả năm 1978.